# Societatea Onorabilă din Cymmrodorion

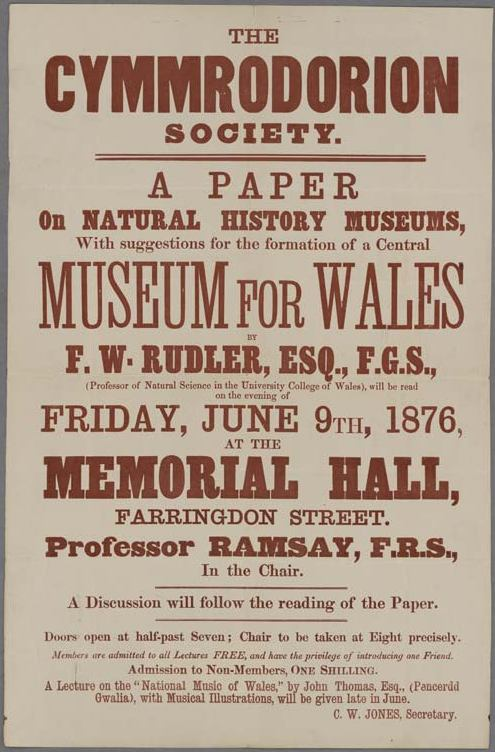
Un poster prezentând o întâlnire a Societății

Societatea Onorabilă din Cymmrodorion (în galeză Anrhydeddus Gymdeithas y Cymmrodorion), numită simplu Cymmrodorion, este o societate savantă galeză din Londra.